# Теракт в Грозном 5 октября 2014 года
Террористический акт в Грозном произошёл 5 октября 2014 года.
Вечером в воскресенье в российском городе Грозный должен был состояться концерт, приуроченный ко Дню города. У рамок металлодетекторов, установленных возле концертного зала, сотрудники полиции заметили подозрительного молодого человека. По некоторым данным, он представился сотрудником правоохранительных органов. Взрывное устройство сработало сразу, как только его попросили предъявить документы. Позже было выяснено, что устройство состояло из миномётного снаряда, вшитого в пояс шахида. Четверо полицейских погибли на месте. Пятый получил тяжёлые ранения и скончался в машине скорой помощи, ещё 12 полицейских было ранено.
Личность смертника была установлена. Им оказался 19-летний уроженец Старопромысловского района Грозного Апти Мударов, два месяца назад ушедший из дома. Где он находится и чем занимается, родственники не знали, но его активно искали правоохранительные органы, располагавшие данными о том, что Мударов стал членом бандформирования. По версии следствия смертник планировал подорвать себя на концерте в честь Дня города, но сорвать концерт так и не удалось, и несмотря на гибель людей он состоялся.
18 октября организатор теракта, Аслан Алисханов, был ликвидирован в ходе отработки оперативной информации. В ходе операции никто из силовиков и гражданского населения не пострадал.